# Pleśniak biały
Pleśniak biały (Mucor mucedo Fresen.) – gatunek grzybów należący do rodziny pleśniakowatych (Mucoraceae).

## Systematyka i nazewnictwo
Pozycja w klasyfikacji według Index Fungorum: Mucor, Mucoraceae, Mucorales, Incertae sedis, Mucoromycetes, Mucoromycotina, Mucoromycota, Fungi.
Niektóre synonimy nazwy naukowej:

- Mucor brevipes Riess 1853
- Mucor coprophilus Povah 1917
- Mucor dependens (Burgeff) Burgeff 1924
- Mucor griseo-ochraceus Naumov 1915
- Mucor murorum Naumov 1915
- Mucor proliferus Schostak. 1896
- Mucor rigidus L. Léger 1895
- Mucor sphaerocephalus Bull. 1791
- Mucor vulgaris P. Micheli 1729[2].

## Rozmnażanie
Jest komórczakiem, to znaczy, że zbudowany jest z jednej, ale wielojądrowej komórki tworzącej strzępkę przerastającą podłoże. Ze strzępki tej wyrastają wysokie trzonki zarodnionośne zwane sporangioforami. Na ich szczycie powstają kuliste, czarne zarodnie (sporangia), w których wytwarzane są bezpłciowo zarodniki (sporangiospory). Są one haploidalne i zróżnicowane płciowo na dwa typy, oznaczane zazwyczaj jako (+) i (-). Po pęknięciu zarodni zarodniki wysypują się i mogą być roznoszone przez wiatr, wodę lub zwierzęta. W sprzyjających warunkach kiełkują wytwarzając rozgałęzione, wielojądrowe strzępki o haploidalnej liczbie chromosomów (cenocyty). Strzępki te morfologicznie nie różnią się one od siebie, są jednak zróżnicowane płciowo. Zarówno strzępki (+), jak i strzępki i (-) mogą wytwarzać zarodnie.
Gdy zetkną się dwie odmienne płciowo strzępki (+) i (-), zachodzi między nimi rozmnażanie płciowe. Najpierw następuje oddzielenie poprzeczną ścianą końcowego odcinki strzępki zwanej wieszadełkiem (zygoforem). Powstaje w ten sposób wielojądrowe gametangium. Ściany dwóch stykających się z sobą gametangiów rozpuszczają się i ich zawartość zlewa się, co nazywa się plazmogamią. W jądrach komórkowych pochodzących od obydwu gametangiów następują podziały mitotyczne. Teraz następuje zlewanie się jąder pochodzących od różnych gametangiów, czyli wielokrotna kariogamia. Powstaje wielojądrowa zygospora o diploidalnej liczbie chromosomów. Haploidalne jądra, które nie połączyły się z sobą wkrótce degenerują. Zygospora otacza się grubą ściana o ciemnej barwie i przechodzi w okres spoczynku trwający kilka miesięcy. W tym okresie pełni więc funkcję przetrwalnika. Gdy zaczyna kiełkować, zaraz w jej jądrach zachodzi mejoza i powstają jądra haploidalne. Z kiełkujących zygospor wyrastają rozgałęzione plechy.
Pleśniak biały jest heterotaliczny, to znaczy, że jego plecha jest zróżnicowana na dwa typy (+) i (-). Rozmnażanie płciowe zachodzi tylko między plechami różnymi płciowo. Odkryto jednak szczepy nie zróżnicowane płciowo, czyli homotaliczne.

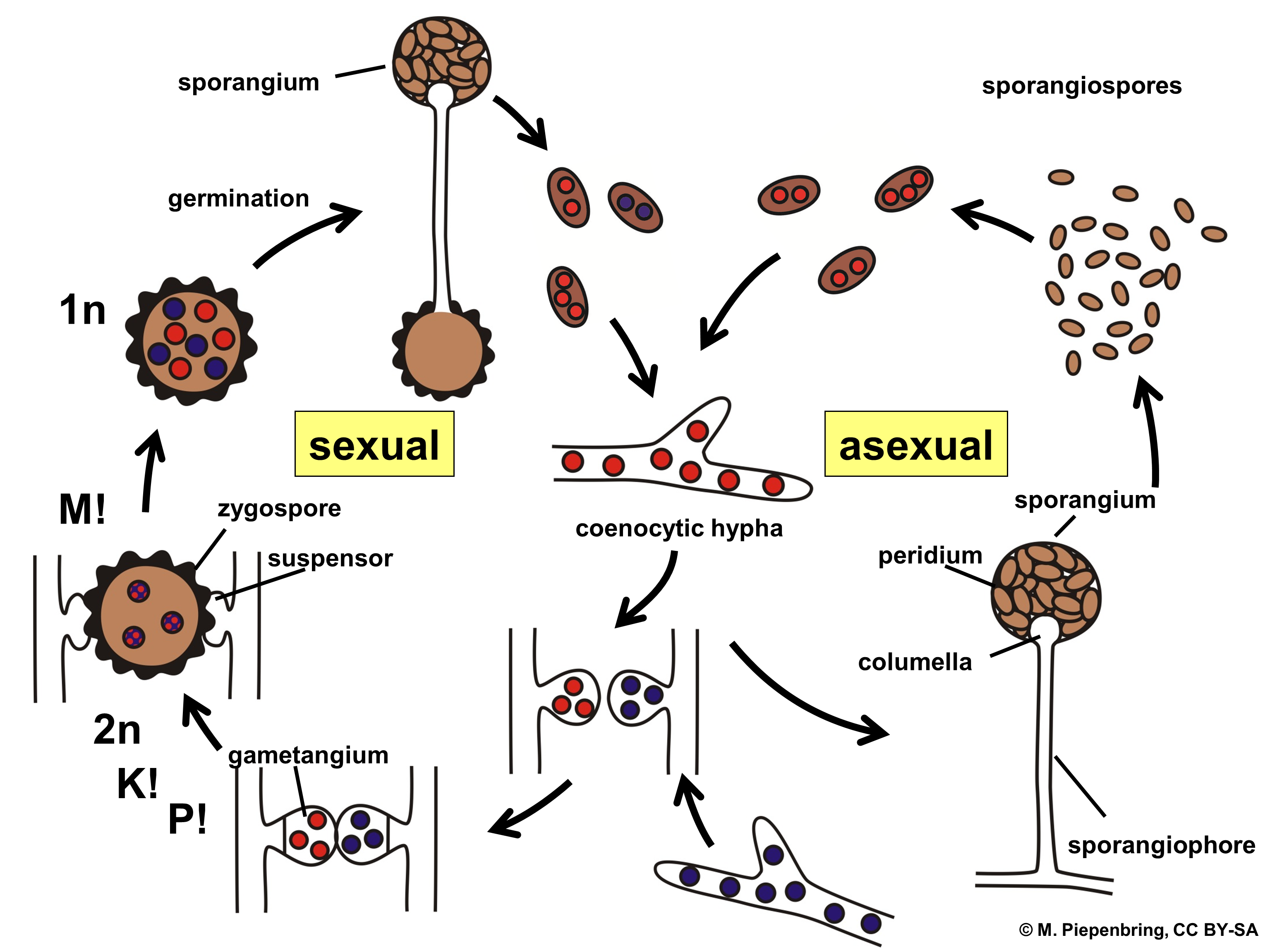
Cykl rozwojowy
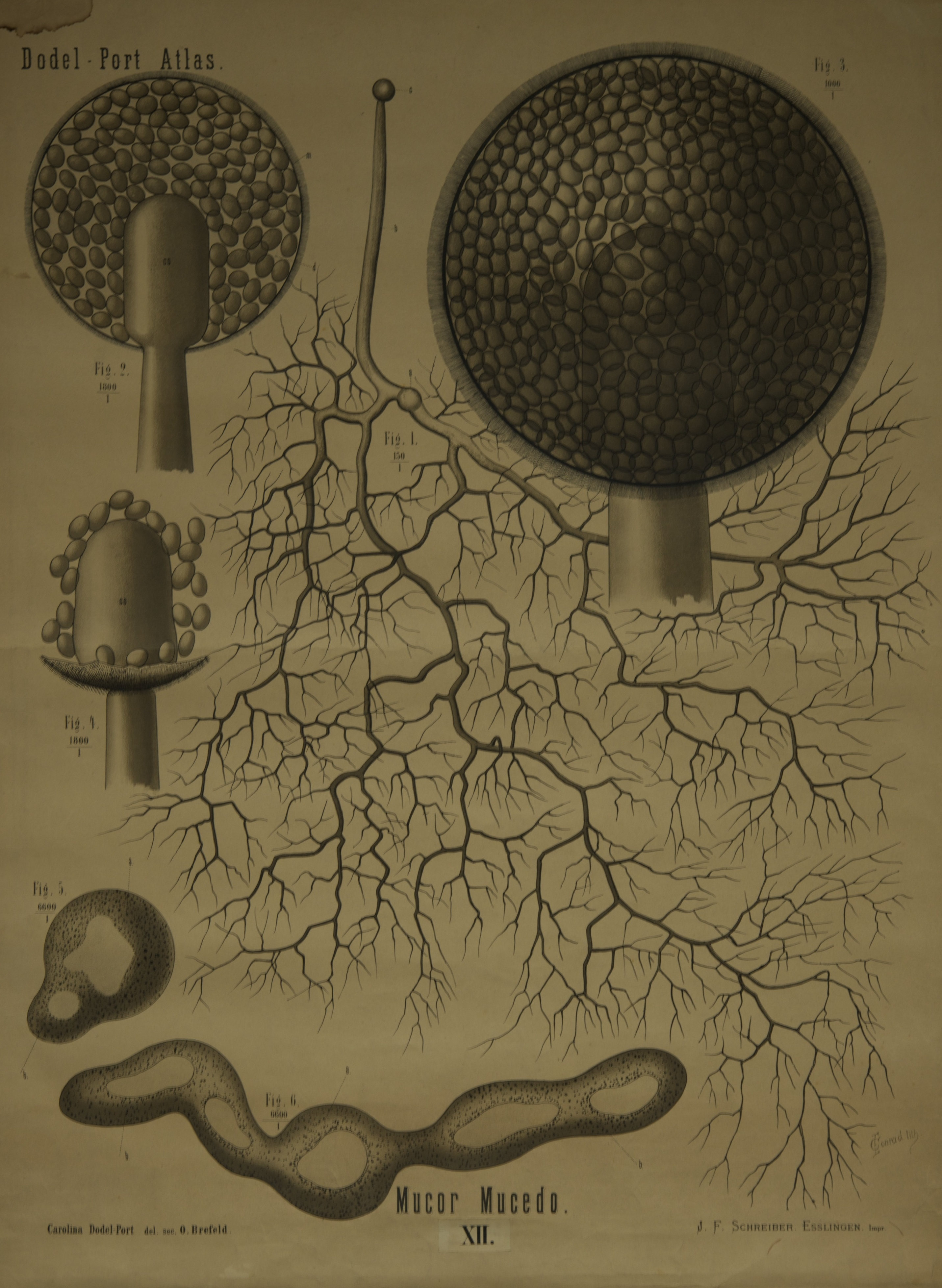
Morfologia
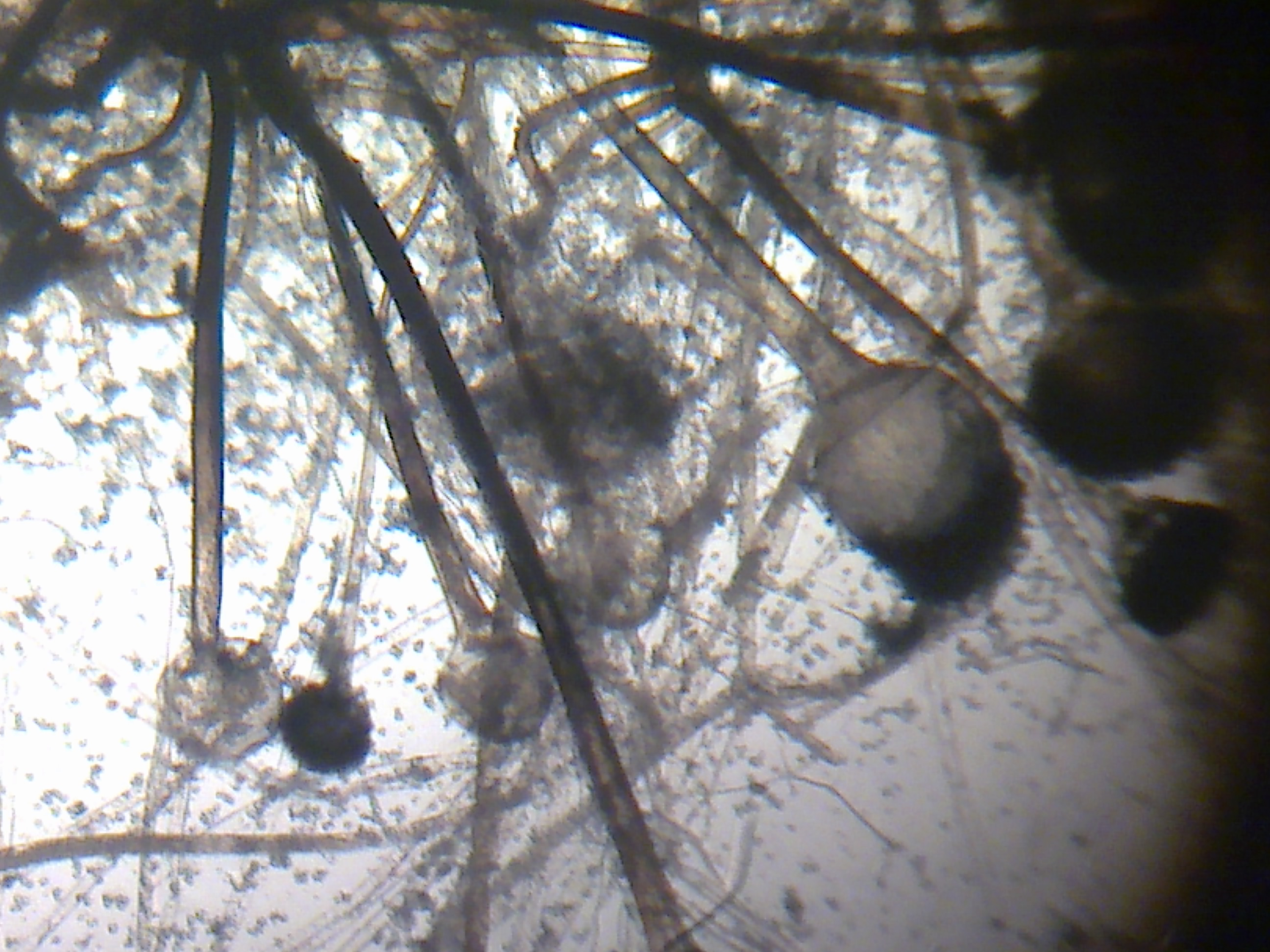
Strzępki pod mikroskopem
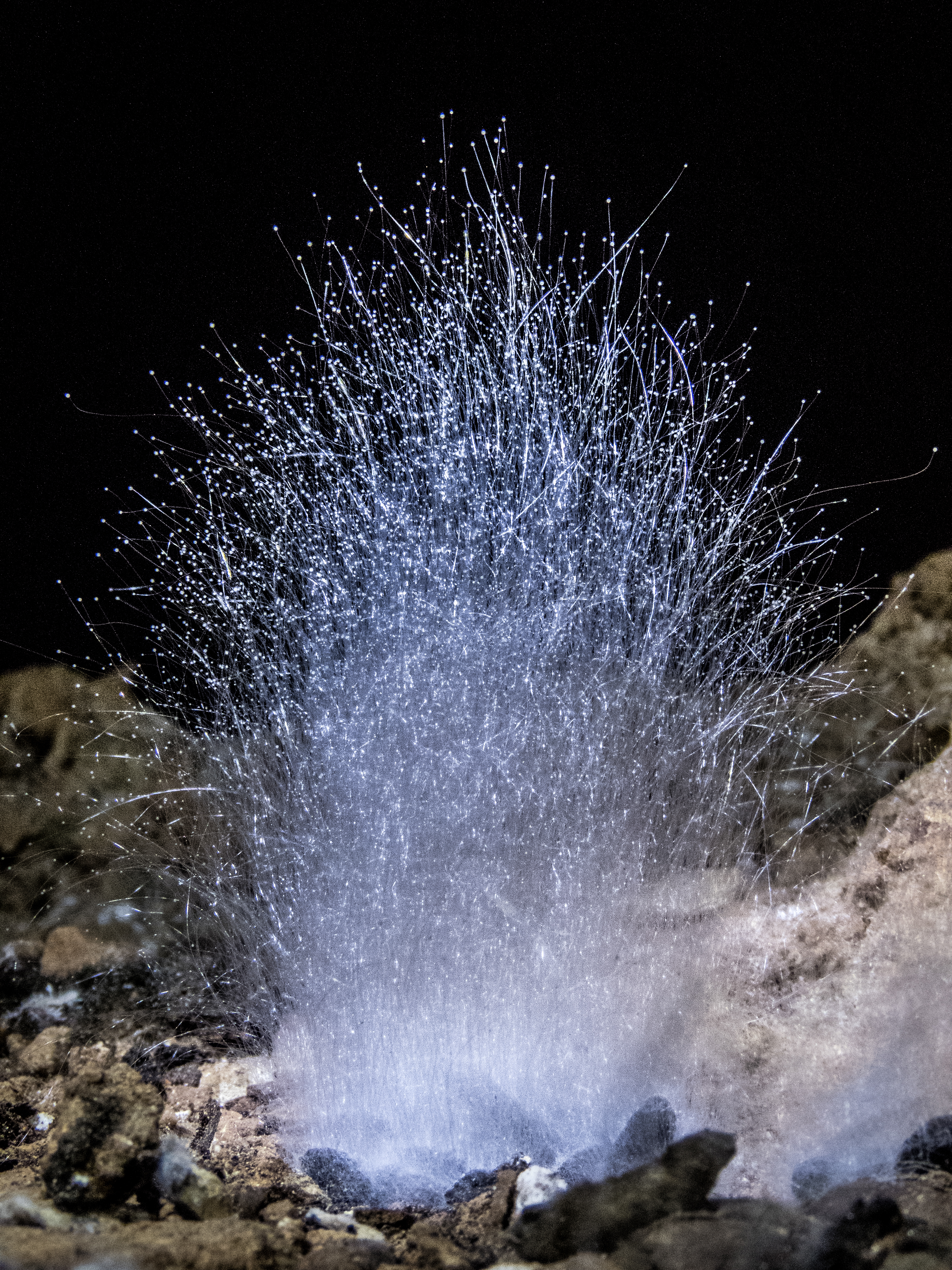
Plecha
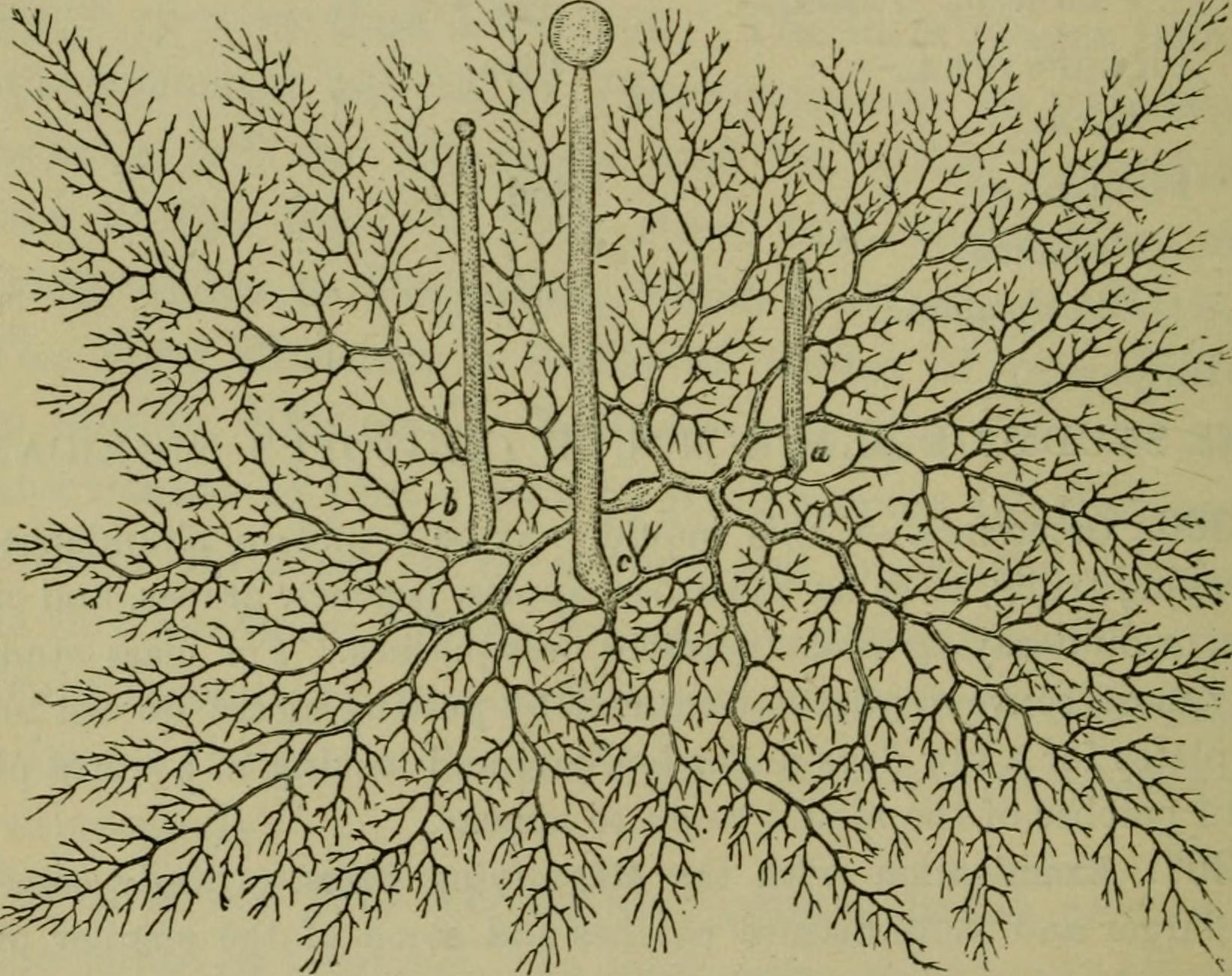
Plecha
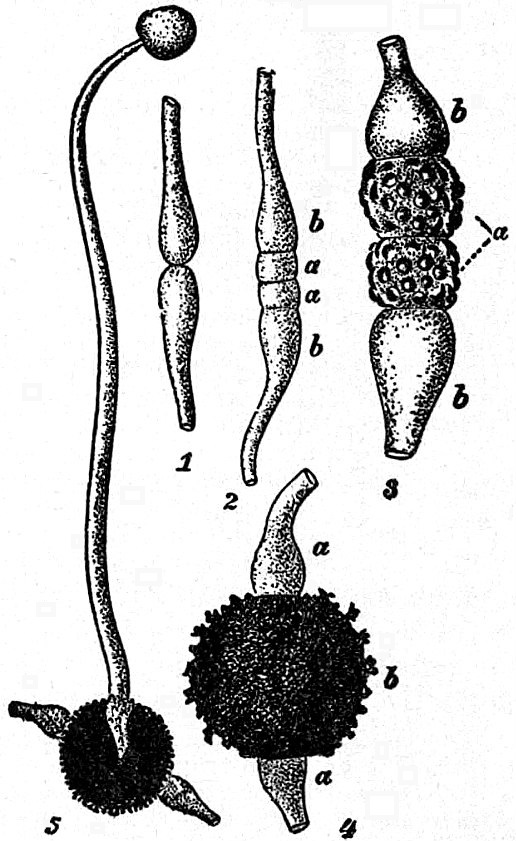
Zygospora

## Morfologia i rozwój
Pleśniak biały hodowany w temperaturze 20 °C i w ciemności na agarze tworzy plechę o wysokości do 55 mm. Wyrastają z niej dwa typy sporangioforów. Pierwszy to nieliczne wysokie i proste sporangiofory. Mają wysokość do 40 μm, zazwyczaj są nierozgałęzione, lub mają kilka gałęzi wtórnych. Na ich szczycie powstają zarodnie duże (merosporangium) o średnicy do 250 μm. Dojrzałe mają barwę brązowo szarą. Posiadają jajowato-elipsoidalną kolumellę o rozmiarach do 160 × 125 μm. Drugi typ sporangioforów jest krótki i silnie rozgałęziony. Sporangiofory te są cylindryczno- elipsoidalne lub szeroko elipsoidalne, o rozmiarach 0,5–13,5 × 5,7–7,5 μm. Powstają na nim ciemniejsze sporangiole o średnicy do 85 × 53 μm.
Sporangiospory o kształcie zbliżonym do kulistego i rozmiarach 8–9 μm, średnio grubościenne, z mniej lub bardziej mętną zawartością. Zygospora kulista, o rozmiarach 250 × 200 mikrometrów z wypukłością o długości do 15 μm.
W hodowli w ciemności, w temperaturze poniżej 15 °C powstają sporangiofory krótkie i zakrzywione. W temperaturze powyżej 30 °C nie następuje wzrost plechy, a przy 25 °C ani wzrost, ani konidiogeneza. W hodowli na świetle dziennym przy temp. 20 °C nie są wytwarzane krótkie sporangiofory, ale powstają długie.

## Znaczenie
Mucor mucedo to saprotrof, odżywiający się martwą materią organiczną. Nie wytwarza aflatoksyn. Żyje w glebie, odgrywa rolę w procesie tworzenia się próchnicy. Pojawia się często na żywności powodując pleśnienie owoców i nasion.